# مارك دي نابولي
مارك دي نابولي (بالفرنسية: Marc di Napoli)‏ (و. 1953  م) هو ممثل، وممثل أفلام فرنسي، ولد في باريس.

## وصلات خارجية
- مارك دي نابولي على موقع IMDb (الإنجليزية)
- مارك دي نابولي على موقع أول موفي (الإنجليزية)
- مارك دي نابولي على موقع قاعدة بيانات الأفلام السويدية (السويدية)
- مارك دي نابولي على موقع قاعدة بيانات الفيلم (الإنجليزية)